# Llista d'asteroides/181901-182000
| Nom      | Designació provisional | Data de descobriment   | Lloc de descobriment | Descobridor/s                           |
| -------- | ---------------------- | ---------------------- | -------------------- | --------------------------------------- |
| 181901 - | 1999 RP214             | 6 de setembre de 1999  | Anderson Mesa        | LONEOS                                  |
| 181902 - | 1999 RD215             | 6 de setembre de 1999  | Mauna Kea            | C. A. Trujillo, J. X. Luu, D. C. Jewitt |
| 181903 - | 1999 RE237             | 8 de setembre de 1999  | Catalina             | CSS                                     |
| 181904 - | 1999 RN254             | 8 de setembre de 1999  | Catalina             | CSS                                     |
| 181905 - | 1999 SR1               | 20 de setembre de 1999 | Ondřejov             | L. Šarounová                            |
| 181906 - | 1999 SC4               | 29 de setembre de 1999 | Višnjan Observatory  | K. Korlević                             |
| 181907 - | 1999 SC14              | 29 de setembre de 1999 | Catalina             | CSS                                     |
| 181908 - | 1999 SG19              | 29 de setembre de 1999 | Catalina             | CSS                                     |
| 181909 - | 1999 TX15              | 12 d'octubre de 1999   | Ondřejov             | P. Pravec, P. Kušnirák                  |
| 181910 - | 1999 TR34              | 2 d'octubre de 1999    | Socorro              | LINEAR                                  |
| 181911 - | 1999 TQ39              | 3 d'octubre de 1999    | Catalina             | CSS                                     |
| 181912 - | 1999 TP41              | 2 d'octubre de 1999    | Kitt Peak            | Spacewatch                              |
| 181913 - | 1999 TS44              | 3 d'octubre de 1999    | Kitt Peak            | Spacewatch                              |
| 181914 - | 1999 TZ46              | 4 d'octubre de 1999    | Kitt Peak            | Spacewatch                              |
| 181915 - | 1999 TY51              | 4 d'octubre de 1999    | Kitt Peak            | Spacewatch                              |
| 181916 - | 1999 TH53              | 6 d'octubre de 1999    | Kitt Peak            | Spacewatch                              |
| 181917 - | 1999 TP71              | 9 d'octubre de 1999    | Kitt Peak            | Spacewatch                              |
| 181918 - | 1999 TL74              | 10 d'octubre de 1999   | Kitt Peak            | Spacewatch                              |
| 181919 - | 1999 TZ76              | 10 d'octubre de 1999   | Kitt Peak            | Spacewatch                              |
| 181920 - | 1999 TN79              | 11 d'octubre de 1999   | Kitt Peak            | Spacewatch                              |
| 181921 - | 1999 TQ79              | 11 d'octubre de 1999   | Kitt Peak            | Spacewatch                              |
| 181922 - | 1999 TQ80              | 11 d'octubre de 1999   | Kitt Peak            | Spacewatch                              |
| 181923 - | 1999 TD105             | 3 d'octubre de 1999    | Socorro              | LINEAR                                  |
| 181924 - | 1999 TW115             | 4 d'octubre de 1999    | Socorro              | LINEAR                                  |
| 181925 - | 1999 TW117             | 4 d'octubre de 1999    | Socorro              | LINEAR                                  |
| 181926 - | 1999 TT130             | 6 d'octubre de 1999    | Socorro              | LINEAR                                  |
| 181927 - | 1999 TM133             | 6 d'octubre de 1999    | Socorro              | LINEAR                                  |
| 181928 - | 1999 TE134             | 6 d'octubre de 1999    | Socorro              | LINEAR                                  |
| 181929 - | 1999 TR134             | 6 d'octubre de 1999    | Socorro              | LINEAR                                  |
| 181930 - | 1999 TD136             | 6 d'octubre de 1999    | Socorro              | LINEAR                                  |
| 181931 - | 1999 TJ138             | 6 d'octubre de 1999    | Socorro              | LINEAR                                  |
| 181932 - | 1999 TY138             | 6 d'octubre de 1999    | Socorro              | LINEAR                                  |
| 181933 - | 1999 TD142             | 7 d'octubre de 1999    | Socorro              | LINEAR                                  |
| 181934 - | 1999 TM144             | 7 d'octubre de 1999    | Socorro              | LINEAR                                  |
| 181935 - | 1999 TS155             | 7 d'octubre de 1999    | Socorro              | LINEAR                                  |
| 181936 - | 1999 TC158             | 7 d'octubre de 1999    | Socorro              | LINEAR                                  |
| 181937 - | 1999 TX159             | 9 d'octubre de 1999    | Socorro              | LINEAR                                  |
| 181938 - | 1999 TB161             | 9 d'octubre de 1999    | Socorro              | LINEAR                                  |
| 181939 - | 1999 TQ163             | 9 d'octubre de 1999    | Socorro              | LINEAR                                  |
| 181940 - | 1999 TJ169             | 10 d'octubre de 1999   | Socorro              | LINEAR                                  |
| 181941 - | 1999 TT173             | 10 d'octubre de 1999   | Socorro              | LINEAR                                  |
| 181942 - | 1999 TZ176             | 10 d'octubre de 1999   | Socorro              | LINEAR                                  |
| 181943 - | 1999 TT179             | 10 d'octubre de 1999   | Socorro              | LINEAR                                  |
| 181944 - | 1999 TN180             | 10 d'octubre de 1999   | Socorro              | LINEAR                                  |
| 181945 - | 1999 TC202             | 13 d'octubre de 1999   | Socorro              | LINEAR                                  |
| 181946 - | 1999 TM203             | 13 d'octubre de 1999   | Socorro              | LINEAR                                  |
| 181947 - | 1999 TG215             | 15 d'octubre de 1999   | Socorro              | LINEAR                                  |
| 181948 - | 1999 TP216             | 15 d'octubre de 1999   | Socorro              | LINEAR                                  |
| 181949 - | 1999 TF219             | 1 d'octubre de 1999    | Catalina             | CSS                                     |
| 181950 - | 1999 TB226             | 2 d'octubre de 1999    | Kitt Peak            | Spacewatch                              |
| 181951 - | 1999 TA228             | 1 d'octubre de 1999    | Kitt Peak            | Spacewatch                              |
| 181952 - | 1999 TL231             | 5 d'octubre de 1999    | Catalina             | CSS                                     |
| 181953 - | 1999 TH245             | 7 d'octubre de 1999    | Catalina             | CSS                                     |
| 181954 - | 1999 TT263             | 15 d'octubre de 1999   | Kitt Peak            | Spacewatch                              |
| 181955 - | 1999 TE272             | 3 d'octubre de 1999    | Socorro              | LINEAR                                  |
| 181956 - | 1999 TV287             | 10 d'octubre de 1999   | Socorro              | LINEAR                                  |
| 181957 - | 1999 TA289             | 10 d'octubre de 1999   | Socorro              | LINEAR                                  |
| 181958 - | 1999 UL7               | 30 d'octubre de 1999   | Socorro              | LINEAR                                  |
| 181959 - | 1999 UG21              | 31 d'octubre de 1999   | Kitt Peak            | Spacewatch                              |
| 181960 - | 1999 UM24              | 28 d'octubre de 1999   | Catalina             | CSS                                     |
| 181961 - | 1999 UA31              | 31 d'octubre de 1999   | Kitt Peak            | Spacewatch                              |
| 181962 - | 1999 UU35              | 31 d'octubre de 1999   | Kitt Peak            | Spacewatch                              |
| 181963 - | 1999 UO37              | 16 d'octubre de 1999   | Kitt Peak            | Spacewatch                              |
| 181964 - | 1999 UE40              | 16 d'octubre de 1999   | Socorro              | LINEAR                                  |
| 181965 - | 1999 UN41              | 18 d'octubre de 1999   | Kitt Peak            | Spacewatch                              |
| 181966 - | 1999 UA42              | 20 d'octubre de 1999   | Socorro              | LINEAR                                  |
| 181967 - | 1999 UW47              | 30 d'octubre de 1999   | Catalina             | CSS                                     |
| 181968 - | 1999 UW58              | 30 d'octubre de 1999   | Socorro              | LINEAR                                  |
| 181969 - | 1999 VU14              | 2 de novembre de 1999  | Kitt Peak            | Spacewatch                              |
| 181970 - | 1999 VF17              | 2 de novembre de 1999  | Kitt Peak            | Spacewatch                              |
| 181971 - | 1999 VM17              | 2 de novembre de 1999  | Kitt Peak            | Spacewatch                              |
| 181972 - | 1999 VD21              | 12 de novembre de 1999 | Farra d'Isonzo       | Farra d'Isonzo                          |
| 181973 - | 1999 VS26              | 3 de novembre de 1999  | Socorro              | LINEAR                                  |
| 181974 - | 1999 VJ30              | 3 de novembre de 1999  | Socorro              | LINEAR                                  |
| 181975 - | 1999 VK35              | 3 de novembre de 1999  | Socorro              | LINEAR                                  |
| 181976 - | 1999 VK45              | 4 de novembre de 1999  | Catalina             | CSS                                     |
| 181977 - | 1999 VJ64              | 4 de novembre de 1999  | Socorro              | LINEAR                                  |
| 181978 - | 1999 VV66              | 4 de novembre de 1999  | Socorro              | LINEAR                                  |
| 181979 - | 1999 VZ66              | 4 de novembre de 1999  | Socorro              | LINEAR                                  |
| 181980 - | 1999 VZ69              | 4 de novembre de 1999  | Socorro              | LINEAR                                  |
| 181981 - | 1999 VC71              | 4 de novembre de 1999  | Socorro              | LINEAR                                  |
| 181982 - | 1999 VO74              | 5 de novembre de 1999  | Kitt Peak            | Spacewatch                              |
| 181983 - | 1999 VO80              | 4 de novembre de 1999  | Socorro              | LINEAR                                  |
| 181984 - | 1999 VF82              | 5 de novembre de 1999  | Socorro              | LINEAR                                  |
| 181985 - | 1999 VW95              | 9 de novembre de 1999  | Socorro              | LINEAR                                  |
| 181986 - | 1999 VR104             | 9 de novembre de 1999  | Socorro              | LINEAR                                  |
| 181987 - | 1999 VQ108             | 9 de novembre de 1999  | Socorro              | LINEAR                                  |
| 181988 - | 1999 VF110             | 9 de novembre de 1999  | Socorro              | LINEAR                                  |
| 181989 - | 1999 VW111             | 9 de novembre de 1999  | Socorro              | LINEAR                                  |
| 181990 - | 1999 VG113             | 9 de novembre de 1999  | Socorro              | LINEAR                                  |
| 181991 - | 1999 VH121             | 4 de novembre de 1999  | Kitt Peak            | Spacewatch                              |
| 181992 - | 1999 VZ125             | 9 de novembre de 1999  | Kitt Peak            | Spacewatch                              |
| 181993 - | 1999 VP130             | 9 de novembre de 1999  | Kitt Peak            | Spacewatch                              |
| 181994 - | 1999 VO161             | 14 de novembre de 1999 | Socorro              | LINEAR                                  |
| 181995 - | 1999 VV165             | 14 de novembre de 1999 | Socorro              | LINEAR                                  |
| 181996 - | 1999 VQ167             | 14 de novembre de 1999 | Socorro              | LINEAR                                  |
| 181997 - | 1999 VR180             | 6 de novembre de 1999  | Socorro              | LINEAR                                  |
| 181998 - | 1999 VC212             | 12 de novembre de 1999 | Socorro              | LINEAR                                  |
| 181999 - | 1999 WG15              | 29 de novembre de 1999 | Kitt Peak            | Spacewatch                              |
| 182000 - | 1999 WX20              | 16 de novembre de 1999 | Kitt Peak            | Spacewatch                              |